# Terra Indígena Kiriri
A Terra Indígena Kiriri é uma terra indígena localizada no nordeste do estado da Bahia, homologada em 16 de janeiro de 1990. Compreende uma área de 12 300 hectares nos municípios de Banzaê, Quijingue e Ribeira do Pombal. Em 2014 a população era de 2 498 kiriris.